# Daniel Manrique-Smith

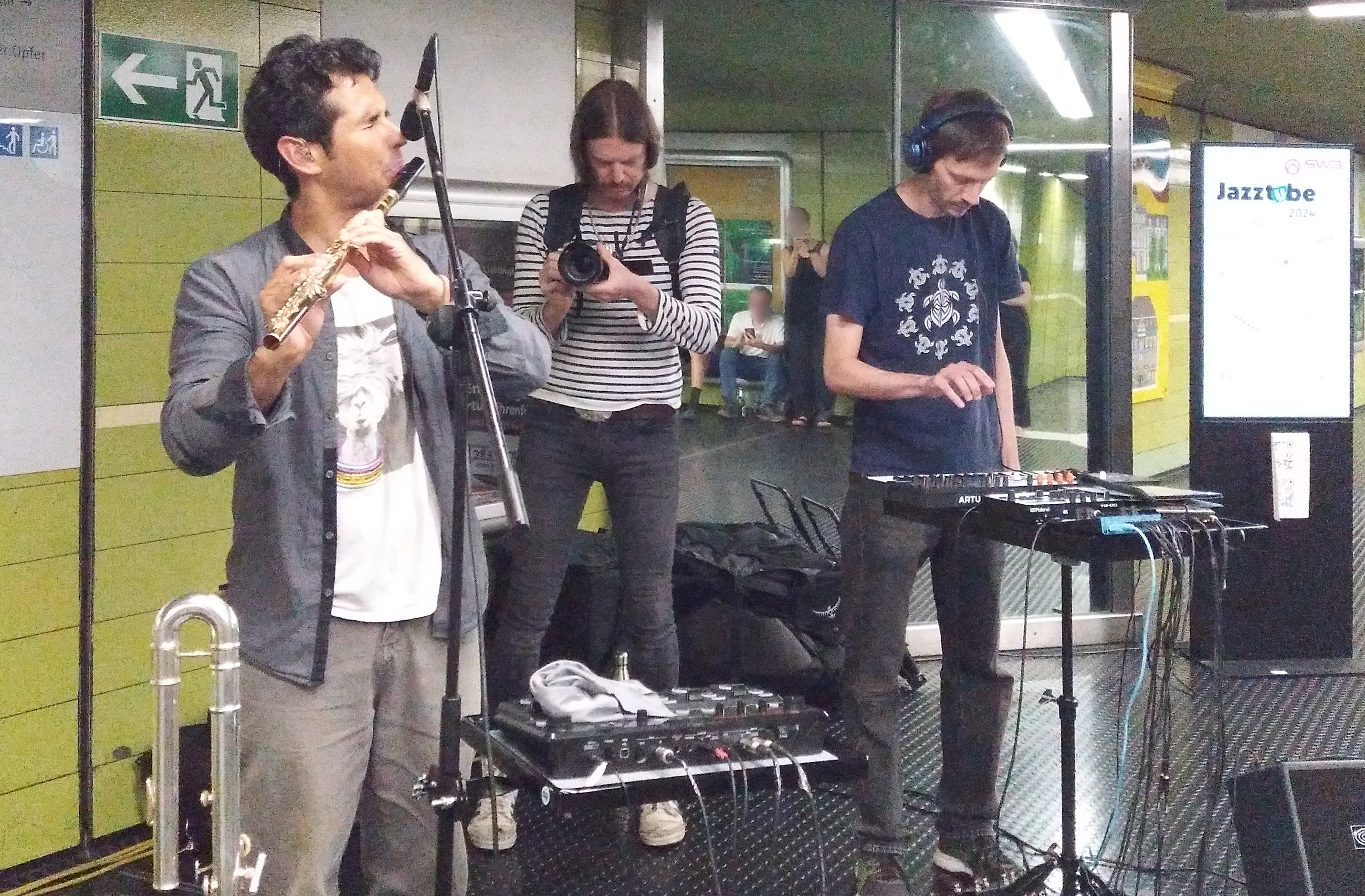
Daniel Manrique-Smith (links) mit Flautrónica beim Jazztube-Konzert 2024

Daniel Manrique-Smith (* 1982 in Lima) ist ein peruanischer Jazz- und Fusionmusiker (Flöten).

## Wirken
Manrique-Smith erhielt als Kind und Jugendlicher Flötenunterricht, hatte damals aber zumeist lateinamerikanische Musik gespielt. Er setzte seine Ausbildung am Conservatorio Nacional de Música fort. Mit fast 20 Jahren kam er nach Deutschland, um an der Hochschule für Musik und Darstellende Kunst Frankfurt am Main und an der Hochschule für Musik und Tanz Köln klassische und Jazzflöte zu studieren. Als Instrumentalist ist er beeinflusst von seinem Lehrer Michael Heupel sowie von Jorge Pardo und Orlando Valle.
2013 gründete er mit Gitarrist Johann May, Bassist Ben Tai Trawinski und Schlagzeuger Nico Stallmann seine Band Jin Jim, die 2015 das Debütalbum Die Ankunft (Neuklang) vorlegte; 2018 folgte bei ACT das Album Weiße Schatten, 2023 bei Maarweg New Choices. Weiterhin arbeitete er mit Paulo Álvares, Dee Dee Bridgewater, Djalma Corrêa, Claudio Puntin, Lalo Schifrin, Michael Sagmeister, Manfred Schoof und John Tilbury zusammen.
Manrique-Smith war in Südamerika, Europa und Afrika auf Tournee; er trat bei internationalen Festivals wie JazzBaltica, dem Jazzfestival Schaffhausen oder dem Jazzfestival Viersen auf. Er ist weiterhin auf Diego Piñeras Album Despertando (ACT 2018) sowie auf den Alben Espacios abiertos (Neuklang 2017) und Camino a Mictlán (Lädy Bäm Records 2021) der Weltmusik-Gruppe Pangea Ultima zu hören.

## Preise und Auszeichnungen
Manrique-Smith gewann bereits in Peru mehrere Preise als Solist. 2014 war er mit seiner Band Jin Jim Gewinner des Wettbewerbs der Leverkusener Jazztage.